# Chiflón del Diablo
O Chiflón del Diablo (pronuncia-se [tʃi.'fɭon.del.'ðja.βlo] em espanhol), O Sopro do Diabo, O Apite do Diabo, A Apitante Mina do Diabo, O Assovio do Diabo, O Silvo do Diabo, O Assoviador Túnel do Diabo ou a Ventiladora Mina do Diabo, na versão portuguesa,  é uma das mais antigas minas chilenas de carvão das localizadas na comuna de Lota, na província de Concepción, Região de Bío-Bío. A mina é situada, especificamente, no setor de El Morro, antes do Pique Carlos, tendo esse nome graças a Carlos Cousiño. A mina esteve em atividade durante 1857 e durante a década de 1990, significando um alvo econômico importante no século XIX e inícios do século XX para as companhias mineiras.
Fez-se famosa pela obra imortalizada da Subterra, escrita pelo também loutino, Baldomero Lillo.

## Galeria

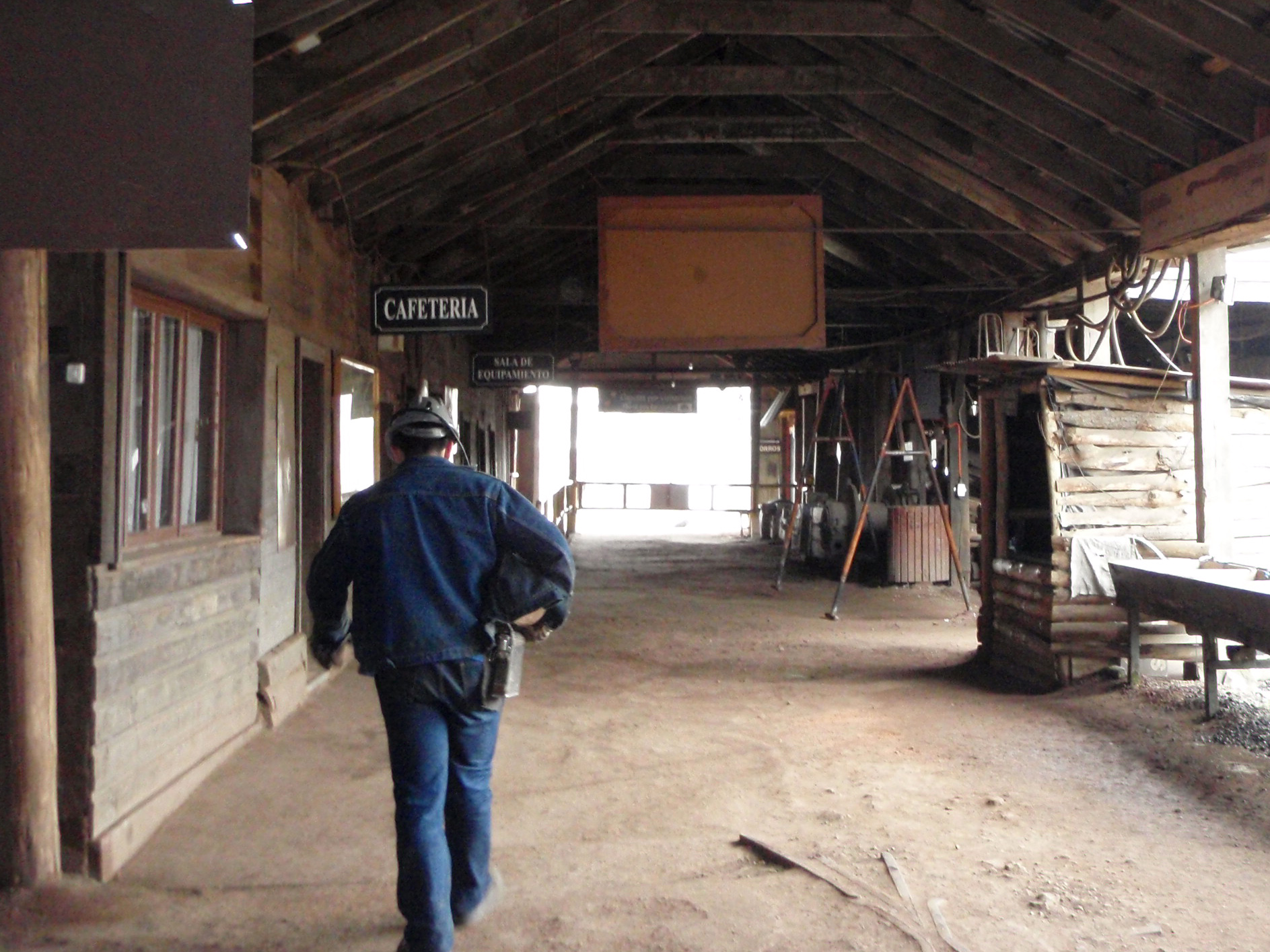
Celeiro de acesso.
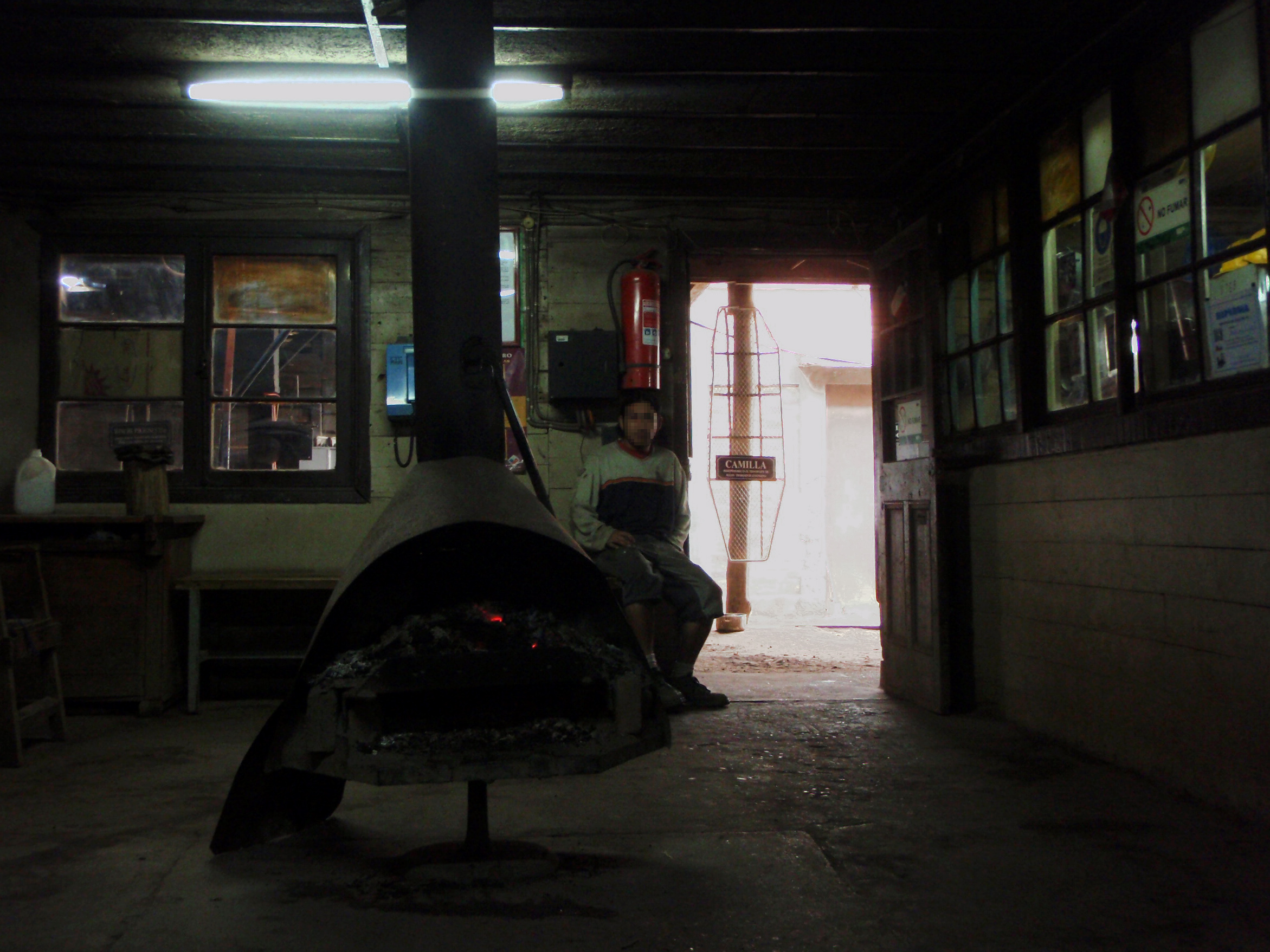
Aula de espera.
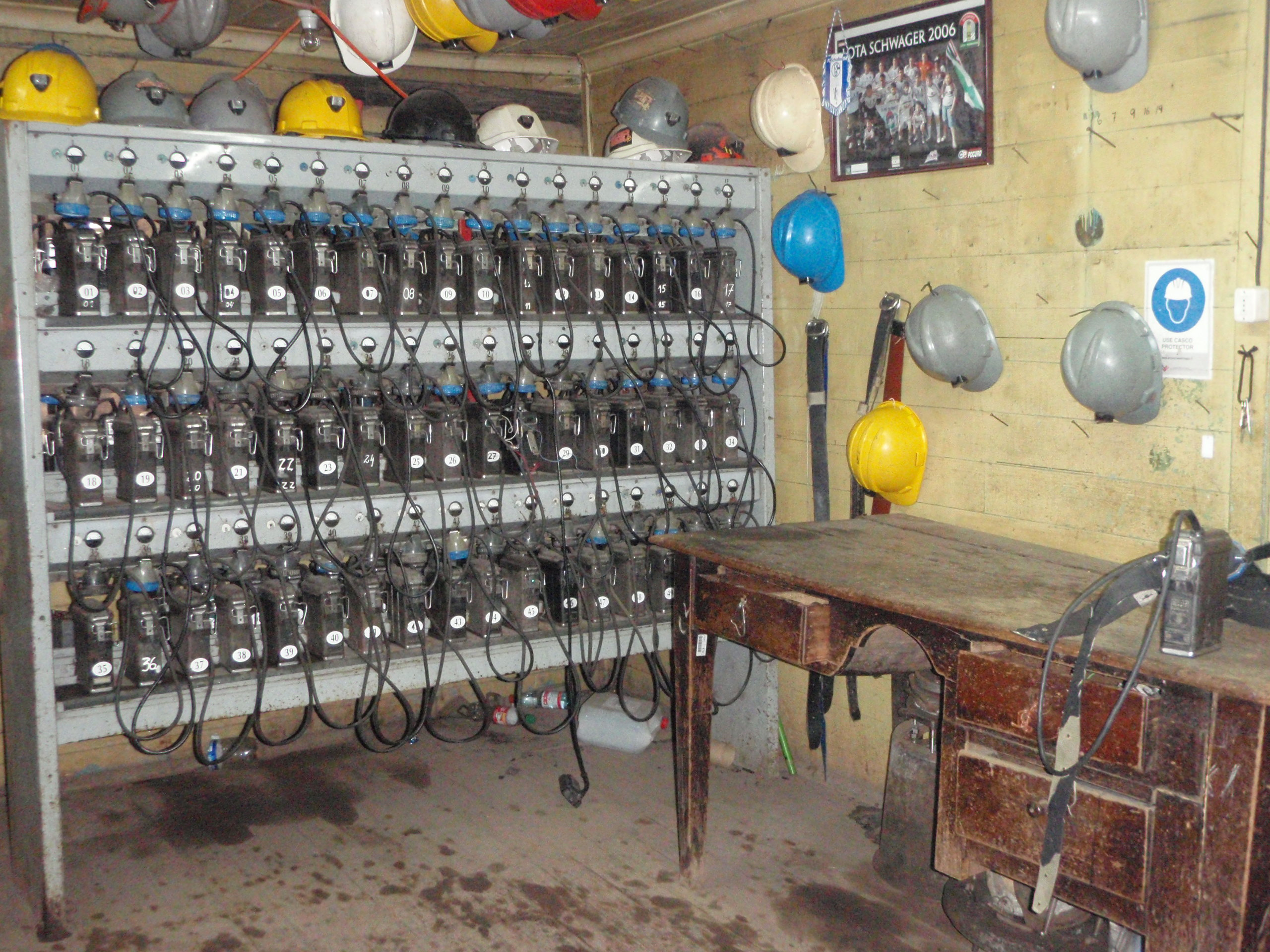
Lampaderia.
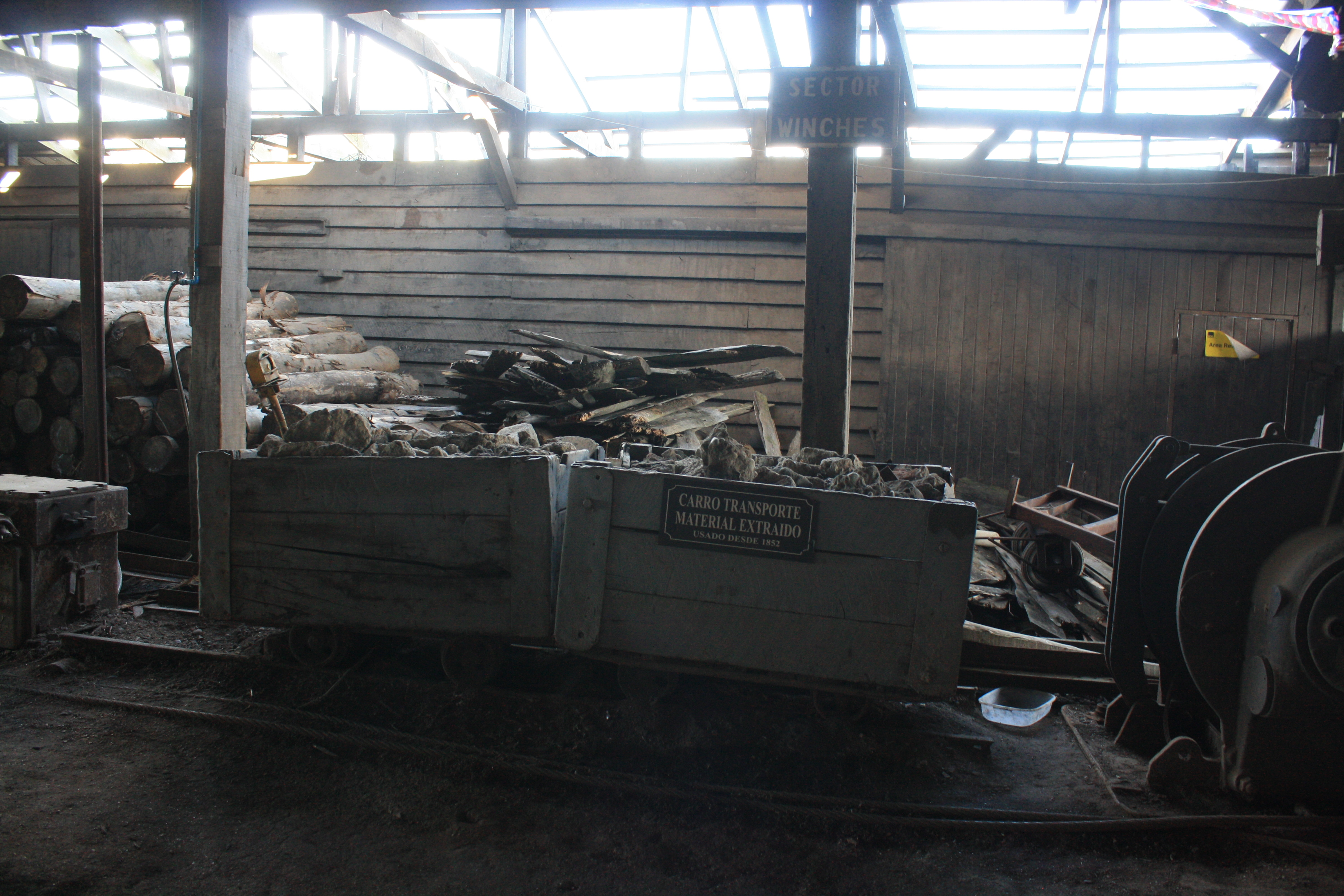
«Setor winches» da mina.
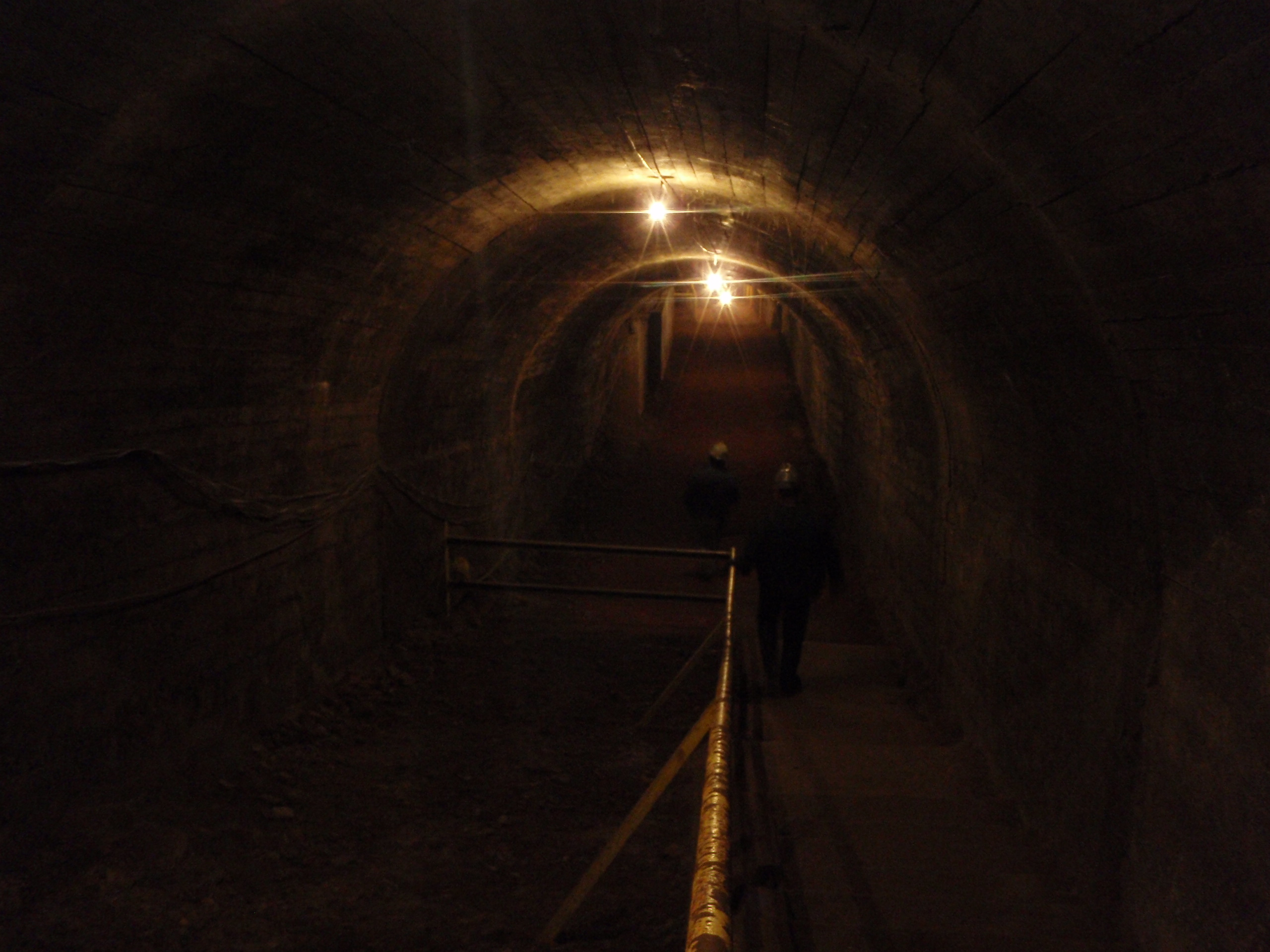
Ingresso ao interior da mina.